# Jiangxi
 Jiangxi (?·pàg.) (xinès: 江西; Pinyin: Jiāngxī; Wade-Giles: Chiang-hsi; Postal System Pinyin: Kiangsi) és una província meridional de la República Popular de la Xina, situada als marges del riu Iang-Tsé a la part septentrional dels turons del sud.
El nom de la província no vol dir "oest del Iang-Tsé" com la traducció literal implicaria, sinó que fou originada per una contracció de "Jiangnan Xi" (江南西; "Oest Jiangnan", o més literal "l'oest del sud del Iang-Tsé").
Jiangxi limita amb Anhui al nord, amb Zhejiang al nord-est, Fujian a l'est, Guangdong al sud, Hunan a l'oest, i Hubei al nord-oest.

## Divisions administratives
Jiangxi es divideix en 11 prefectures:
- Nanchang (xinès simplificat: 南昌市; pinyin: Nánchāng Shì)
- Jiujiang (九江市 Jiǔjiāng Shì)
- Jingdezhen (景德镇市 Jǐngdézhèn Shì)
- Pingxiang (萍乡市 Píngxiāng Shì)
- Xinyu (新余市 Xīnyú Shì)
- Yingtan (鹰潭市 Yīngtán Shì)
- Ganzhou (赣州市 Gànzhōu Shì)
- Yichun (宜春市 Yíchūn Shì)
- Shangrao (上饶市 Shàngráo Shì)
- Ji'an (吉安市 Jí'ān Shì)
- Fuzhou (抚州市 Fǔzhōu Shì)

## Història
La unificació de la Xina durant la dinastia Qin significà la incorporació de Jiangxi a l'imperi Qin. La colonització durant aquest període va donar origen als primitius assentaments en la província, molts de les quals han perdurat fins als nostres dies. Durant el segle VII es va construir en la regió part del Gran Canal de la Xina.
A principis del segle xx, la importància del canal va començar a decaure; al mateix temps la província va començar a empobrir-se. La regió és rica en recursos minerals i és la província xinesa amb més dipòsits de coure, tungstè, or, plata, urani, tori i tàntal. Destaca també el cultiu d'arròs així com de cotó i colza. La província és una de les més pobres de la Xina. La seva proximitat a algunes de les províncies més riques del país ha fet que gran part del capital econòmic i intel·lectual emigri de Jiangxi.